# Calle 85–Forest Parkway (línea Jamaica)
La Calle 85–Forest Parkway es una estación en la línea Jamaica del Metro de Nueva York de la B del Brooklyn–Manhattan Transit Corporation y el Independent Subway System. La estación se encuentra localizada en Woodhaven, Queens entre la Calle 85 y la Avenida Jamaica. La estación es servida en varios horarios por los trenes del Servicio .